# Ensäde
Ensäde, även kallat enskiftesbruk, var en form av ensidig odling varvid säd sås på åkern år efter år utan att ligga i träda mellan. Detta brukningssätt medförde flera olägenheter: jorden kunde ej hållas fri från ogräs, sädesodlingen måste inskränkas till vårsädesslagen, och det krävdes mycket gödsel. Ensäde är den äldsta typen av sädesbruk men förekom i Sverige så sent som in på 1800-talet. Speciellt i norra delarna av landet där det var svårt att odla andra sädesslag än korn, men också där boskapsskötsel var huvudnäring och det därmed fanns en riklig tillgång på gödsel.